# Patricia Alvarado Núñez
Patricia Alvarado Nuñez es una artista, y productora panameña,  nacionalizada estadounidense, de series de televisión, directora, bloguera y fotógrafa con sede en Boston, Massachusetts. Ha creado, producido, coproducido, y dirigido documentales de televisión, y series sobre tópicos sociales y culturales incluyendo la American Experience PBS primetime especial sobre Fidel en 2004, un episodio como spin-off, de Arturo, de PBS Kids' Los Viajes de Buster en 2006, y en 2012 la serie para la WGBH-TV de "Neighborhood Kitchens" y sigue en producción, en la actualidad.

## Antecedentes
Alvarado Núñez es hija del director ejecutivo de la organización panameña sin fines de lucro Fundación Pro Integración y finalmente programador jefe de computadoras para el Banco Nacional de Panamá.  Alvarado Nuñez obtuvo de  la Universidad de Panamá en su Escuela de Comunicaciones, el grado de Bachelor of Arts, y en el Emerson College de Boston, donde recibió, en 1993, una maestría en las comunicaciones de marketing y publicidad. En 1999, se casó con el cineasta independiente Alan Grazioso, quien es dueño y productor ejecutivo de la Grazioso Pictures. Actualmente, se desempeña como productora de una de las series latinas de mayor duración "La Plaza" en la  WGBH-TV que ha estado continuamente transmitiendo por 34 años. En noviembre de 2012, Alvarado Nuñez debutó con su serie de blog WGBH.org con un artículo titulado "Five Gluten-Free Recipes from Around the World." ("Cinco recetas sin gluten de todo el mundo"

## Obra en televisión
En 2004, Alvarado Núñez coprodujo "Fidel," un documental de dos horas acerca de la vida de Fidel Castro. En 2001, su documental "Getting to Fenway" ("Cómo llegar a Fenway") al aire de WGBH-TV; y ganó para ese filme, el "Mejor Especial de Deportes" en la New England Emmy Awards. En 2011, Alvarado Nuñez produjo la serie: "María Hinojosa: One-on-One", cinco años ejecutando el programa de la televisión pública, basado en el estudio presentado por María Hinojosa y distribuido nacionalmente por American Public Television, ganando el "Mejor Programa Informativo Nacional", por la Imagen Awards de Los Ángeles.
Alvarado Núñez ha realizado producciones para entrevistas con notables celebridades como por ejemplo la reina Noor de Jordania, entertainers Phylicia Rashād, Jimmy Smits, Cheech Marin de Cheech & Chong, novelista  Junot Díaz, Sapphire autor del libro Push (novel), el músico ganador del premio Grammy Chucho Valdés, Danilo Pérez y Paquito D'Rivera, periodista Alfredo Corchado, presentador de noticias Jorge Ramos Ávalos, y María Elena Salinas, la leyenda del deporte y lanzador zurdo Bill Lee; y Luis Tiant, y otros.

## Obra fotográfica
Su obra fotográfica se ha ofrecido, en forma impresa, y en línea en WGBH-TV y en sitios web relacionados, incluyendo el PBS.org, el MyType2, Neighborhood Kitchens online, WGBH High School Quiz Show online (estaciones 1 & 2), WGBH Digital Mural. Sus fotografías aparecieron en RootCapital.org , las que habían sido tomadas en Perú, Ruanda, y Kenia. También su obra fotográfica se publicó en un artículo en el The Boston Globe de parte de Glenn Yoder, el 19 de junio de 2012 en sus ediciones online e impresas.

## Algunas obras filmográficas

### Productora de series
- 2012: Neighborhood Kitchens (WGBH estación 1 - completada)[21]
- 2012: Neighborhood Kitchens (WGBH estación 2 - en producción)
- 2011-2006: María Hinojosa: One-on-One  (WGBH, APT - estaciones 1 - 5 - actualmente en emisión en repetidoras de TV)[6]

### Productora
- 2006: Postcards from Buster (Episodio #, estación #2-8 -  "Your Friend, My Friend")[2]

### Coproductora
- Fidel Castro - (2 h  PBS especial - al aire en las series American Experience)"[1]